# Józef Ondrusz
Józef Ondrusz (18. března 1918 Lázně Darkov – 27. května 1996 Karviná) byl polský učitel, spisovatel a kulturní expert, etnograf, redaktor, bibliofil působící na Zaolší v Těšínském Slezsku.

## Životopis
Narodil se v rodině Karola Ondrusze a Marie, roz. Klimszové. Otec pracoval jako horník na dole "Gabriela" v Karviné. Matka a babička měly významný vliv na osobnost Józefa Ondrusze. Díky jejich vyprávění se v mladém Ondruszovi zrodily folklórní zájmy a vlastenectví.
V letech 1924–1929 navštěvoval lidovou školu v Darkově, pak až do 1933 roku chodil do polské měšťanky ve Fryštátě. V letech 1933–1937 studoval na učitelském ústavu ve Slezské Ostravě, který absolvoval v roce 1937. Po maturitní zkoušce se stal učitelem. Do vypuknutí druhé světové války působil jako učitel na polských školách v Karviné a Darkově. Patřil do polského harcerství (obdoba skautingu) v Československu, redigoval harcerskou přílohu časopisu Ogniwo, hrál v amatérských divadlech a zpíval v pěveckém sboru v Darkově. V roce 1939 za práci v harcerském hnutí obdržel polské civilní státní vyznamenání Stříbrný kříž za zásluhy. Válku prožil v důmslně zhotoveném domácím úkrytu, který opouštěl jen zřídka.
Po válce vedl polskou jednotřídku v Třanovicích a následně učil na polské základní škole ve Fryštátě. V březnu 1946 byl z politických důvodů z práce propuštěn . Do roku 1948 učil v Pogwizdově (Polsko). Následovala škola ve Fryštátě a pak lidová škola v Darkově. V roce 1969 se stal vedoucím polské sekce Krajského pedagogického institutu v Ostravě pro školy 1. stupně. V institutu pracoval až do důchodu. Ondrusz byl autorem nebo spoluautorem 17 učebnic pro polské základní školy. V roce 1955 vytvořil spolu s Hildou Badurowou Slabikář pro první ročníky polských škol, základní učebnici pro polský jazyk, zveřejněnou v Praze na základě potřeb polské menšiny.
V létech 1950–1958 a 1970–1973 byl šéfredaktorem měsíčníku pro děti „Jutrzenka“.
Ondrusz byl sběratelem živých lidových textů, autorem řady děl a knihovníkem. Byl také organizátorem výstav, autorem mnoha katalogů a článků věnovaných popularizaci exlibrisů. Psal své práce v literárním jazyce a místním nářečí. Jeho práce se zaměřuje především na regionální folklór, kulturu a pohádky. Kromě materiálů zveřejněných na stránkách školních časopisů publikoval hodně článků na stránkách kalendářů, novin a časopisů jako Głos Ludu, Zwrot a dalších.
V roce 1972 na Vyšší pedagogické škole v Opolí obhájil doktorát za práci "Proza ludowa Śląska Cieszyńskiego w latach 1845–1970 (Lidová próza Těšínského Slezska v letech 1845–1970) a obdržel titul doktora humanitních věd.
Od roku 1947 se aktivně zapojil do činnosti Polského kulturně-osvětového svazu (PZKO). Byl členem redakční rady Zwrotu, členem literárně-umělecké sekce svazu a jeho folklórní sekce.
Za svojí činnost byl odměněn řadou českých i polských vyznamenání a ocenění.
Józef Ondrusz zemřel 27. května 1996 ve svém domě v Karviné-Darkově a je pohřben na evangelickém hřbitově ve Stonavě.

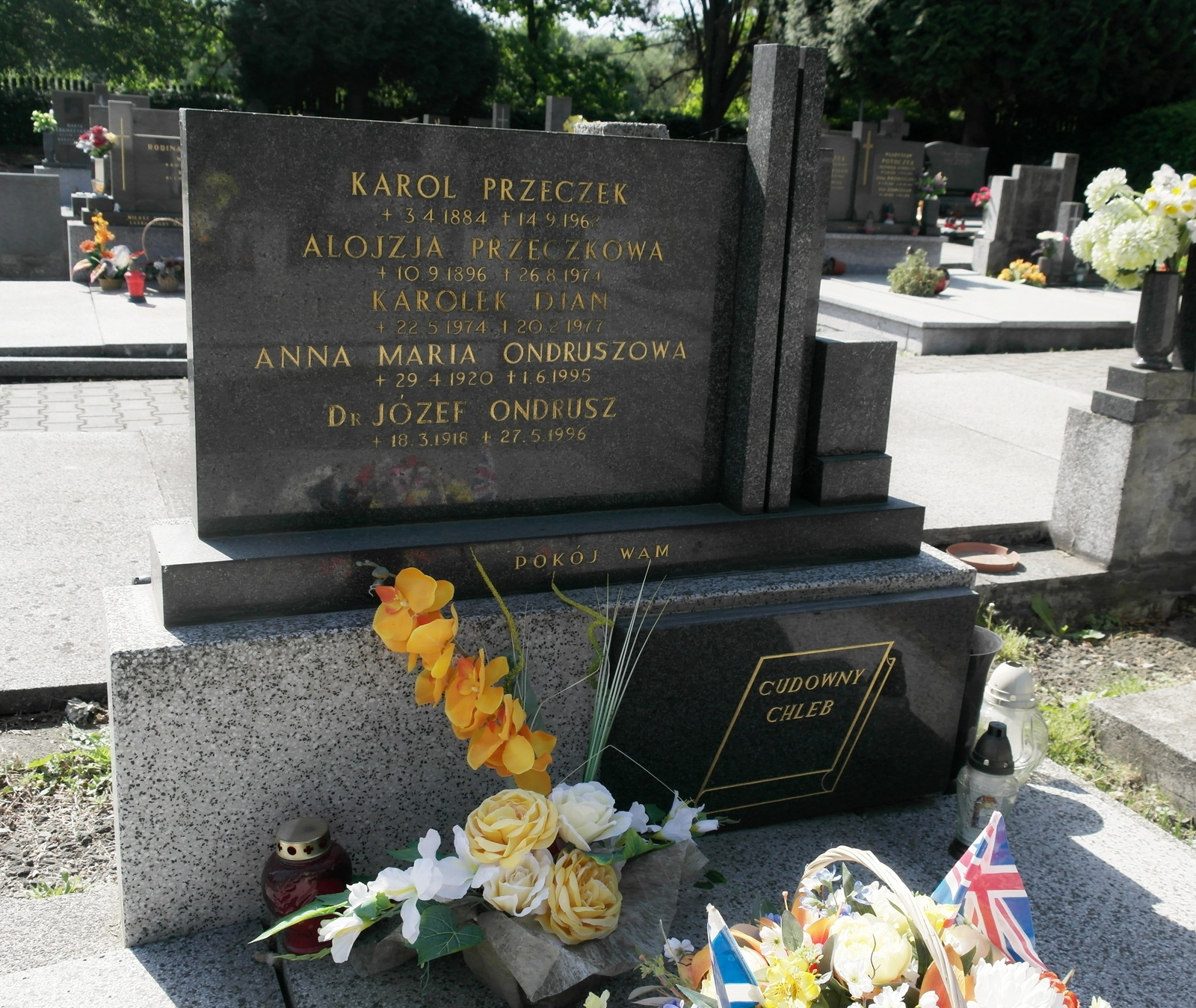
Hrob J. Ondrusze

## Publikace
- Przysłowia i powiedzenia ludowe ze Śląska Cieszyńskiego (1954)
- Elementarze polskie dla szkół polonijnych (1955)
- Godki śląskie (1956, 1973, 1974, 1977)
- Przysłowia i przymówiska ludowe ze Śląska Cieszyńskiego (1960)
- Śląskie opowieści ludowe (1963)
- Proza górników karwińskich (1974)
- Wspominki okupacyjne (1981)
- Cudowny chleb (1984, 1996, 2018)
- O ptaszku Złotodzióbku i innebaśnie (1986)
- Zde se žije bezstarostně – Tu się żyje bez starości (2008)
- Słownik pijacki (Bielsko-Biała 1992).
- Wystawa exlibrisów ze zbiorów Józefa Ondrusza (Český Těšín 1964);
- Katalog exlibrisów wzajemnościowego: ze zbiorówdr Józefa Ondrusza (Český Těšín)